# Hemiasterella callocyathus
Hemiasterella callocyathus är en svampdjursart som först beskrevs av William Johnson Sollas 1888.  Hemiasterella callocyathus ingår i släktet Hemiasterella och familjen Hemiasterellidae. Inga underarter finns listade i Catalogue of Life.